# Pancytopenia
Pancytopenia – zaburzenie hematologiczne polegające na niedoborze wszystkich prawidłowych elementów morfotycznych krwi: erytrocytów, leukocytów i trombocytów.
Najczęstszą przyczyną pancytopenii jest zmniejszona produkcja komórek w szpiku na skutek jego zaniku lub wyparcia prawidłowych linii komórkowych przez komórki nowotworowe. Pancytopenia może również wystąpić jako powikłanie ciężkiego zakażenia bakteryjnego na skutek upośledzenia wytwarzania komórek krwi oraz ich nadmiernego niszczenia na obwodzie.

## Objawy pancytopenii[1]
- bladość cery i skóry
- osłabienie organizmu
- omdlenia i utrata przytomności
- krwawienia z dziąsła lub nosa
- gorączka
- wysypka
- częste infekcje i zakażenia

## Klasyfikacja ICD10
| kod ICD10     | nazwa choroby                                                         |
| ------------- | --------------------------------------------------------------------- |
| ICD-10: D61   | Inne niedokrwistości aplastyczne                                      |
| ICD-10: D61.0 | Niedokrwistość aplastyczna konstytucjonalna                           |
| ICD-10: D61.1 | Niedokrwistość aplastyczna wywołana lekami                            |
| ICD-10: D61.2 | Niedokrwistość aplastyczna spowodowana innymi czynnikami zewnętrznymi |
| ICD-10: D61.3 | Niedokrwistość aplastyczna idiopatyczna                               |
| ICD-10: D61.8 | Inne określone niedokrwistości aplastyczne                            |
| ICD-10: D61.9 | Nieokreślona niedokrwistość aplastyczna                               |
| ICD-10: R79.8 | Inne określone nieprawidłowości badań biochemicznych krwi             |